# Stelis sanchoi
Stelis sanchoi är en orkidéart som beskrevs av Oakes Ames. Stelis sanchoi ingår i släktet Stelis och familjen orkidéer. Inga underarter finns listade i Catalogue of Life.